# Ныммик, Сальме
Са́льме Ны́ммик (3 марта 1910, Лифляндская губерния — 21 сентября 1988, Тарту) — экономико-географ, доктор географических наук, специалист в области методологии  и теории социально-экономической географии, профессор кафедры экономической географии Тартуского университета.

## Биография
Родилась в дер. Лебавере Феллинского у. Лифляндской губ., ныне мааконд (уезд) Йигева,

### Образование
В 1933 окончила экономическое отделение юридического факультета Тартуского университета,
в 1954 — аспирантуру географического факультета ЛГУ.

### Преподавательская и научная деятельность
С 1946 на преподавательской и научной работе в Тартуском университете, создатель и первый заведующий (1968-76) кафедры экономической географии, доктор географических наук (1970), профессор (1971).
Ныммик — один из ведущих специалистов в области теории и методологии социально-экономической географии в СССР в 1970-80-х гг. Внесла существенный вклад в становление системной парадигмы в социально-экономической географии. Разрабатывала представления о социально экономических пространственных системах как форме территориальной организации общества. Ведущую роль в пространственном системообразовании отводила расселению людей.
С. Я. Ныммик принадлежит одна из первых попыток создания системы общественно-географических законов. Основной труд «Современная география: вопросы теории». М, 1984, (совм. с У. И. Мересте). Работы по теории и методике социально-экономического районирования. Книги и статьи по географии населения и хозяйства Эстонии. Автор оригинального районирования республики. Создатель научной школы в области социально-экономической географии. Поддерживала тесные научные связи с российскими географами.

## Работы
- Региональные системы поселений как каркас районообразования // Вестн. Моск. ун-та. Сер. 5. Геогр. 1969. № 3.
- О ядрах районообразования // Там же. 1970. № 1.
- Пространственная концентрация и социально экономическая география // Актуальные вопросы советской географической науки. М., 1972.
- О методологии социально-экономической географии // Вопросы географии. Сб. 115. М., 1980;
- Eesti NSV majandusgeograafia. Tallin. 1979.